# 大巴靈頓 (麻薩諸塞州)
大巴靈頓（英語：Great Barrington）是一個位於美國麻薩諸塞州伯克夏縣的鎮。

## 人口
根據2020年美國人口普查的數據，大巴靈頓的面積為119.00平方千米，當中陸地面積為116.00平方千米，而水域面積為3.00平方千米。當地共有人口7172人，而人口密度為每平方千米60人。